# Хайбахская мечеть
Хайбахская мечеть — расположена в селении Хайбах, на территории высокогорного Галанчожского района Чеченской Республики. Мечеть является объектом культурного наследия, датируется XIX веком.

## История
Хайбаская мечеть построена XIX веке. В 2018 году была проведена масштабная реконструкция мечети. Мечеть Хайбаха сравнительно уцелела в ходе депортации и прошедших войн. За минувшие 74 года её стены и минарет сохранились. Каменщики доложили кладку на одной стене, покрыли мечеть кровлей.

## Описание
Мечеть располагается в восточной части селения Хайбах. Стоит на пологой площадке. Рядом с мечетью  находится  мусульманское кладбище.  Вблизи пролегает тропа в  поселении  Моцарой. Мечеть направлена своим михрабом (ориентирована в сторону Киблы) на юг.  Строение  одноэтажное, прямоугольное в плане (8,40 х 5,0 м), со слегка выдающейся из плоскости южной стены апсидой михраба. Толщина стены михраба 0,73 метра. Стены вертикальны, без наклона, точно сложены насухо, из некрупных камней прямоугольной формы. В  углах снаружи здания установлены  более массивные камни для прочности стен.
Входной проем (1,82 х 1,02 м) в мечеть, устроен на западной стене. Входной проем примыкает к северной стене. Конструктивно проем сооружен не в традициях Вайнахского зодчества: перемычка из плоской каменной плиты. Окна на южной стене прямоугольные, оконные проемы без четвертей. Перемычки из плоских плит. Конструкции оконных проемов одинаковы дверному. Окна и дверь имеют похожие по ширине проемы.
Интерьер рассчитан на небольшое число молящихся.
Представляет очевидный интерес строение михраба. Здание является памятником строительной культуры позднего времени.